# Burgeroorlog tussen de Armagnacs en Bourguignons

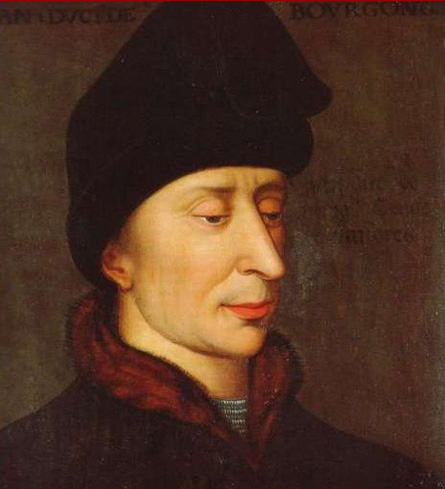
Jan zonder Vrees.

De burgeroorlog tussen de Armagnacs en Bourguignons was een conflict van 1410 tot 1435 dat het koninkrijk Frankrijk, dat met Engeland in de Honderdjarige Oorlog was verwikkeld, dreigde uiteen te doen scheuren.

## Context
De oorzaken van deze burgeroorlog zijn te zoeken in het bewind van koning Karel VI en zijn terugkerende geestelijke ziekte, de achtergrond van de Honderdjarige Oorlog en vooral in de tweede Fase van 1415 tot 1435, ook het Westerse Schisma (1378-1417).
Karel VI was sinds ten laatste 1393 (zie Bal des Ardents) regeringsonbekwaam zodat het land sindsdien door een regentschapsraad onder leiding van koningin Isabella werd geregeerd. De hertog van Bourgondië, Filips de Stoute, die reeds tijdens Karels minderjarigheid tot de regentschapsraad behoorde en die het huwelijk met Isabella had geregeld, had een grote invloed op de koningin, maar deze nam af naarmate Isabella zich meer tot hertog Lodewijk van Orléans voor raad wendde, waarop geruchten de ronde deden dat Lodewijk de minnaar van de koningin was. Na de dood van Filips in 1404 verloren de Bourguignons, nu met hertog Jan zonder Vrees aan hun hoofd, een groot deel van hun invloed. Terwijl Lodewijk van Orléans, als broer van de koning, negen tiende van zijn inkomen uit de staatskas ontving en hierdoor in staat was zijn grondbezit steeds meer uit te breiden, werden de inkomsten van de hertog van Bourgondië, wiens vader nog 200.000 livres per jaar uit de staatskas ontving, maar die nu slechts de neef van de koning was, teruggebracht tot 37.000 livres.
Jan zonder Vrees vond het – vooral door het feit dat Isabella en Lodewijk bij de Parijse bevolking uiterst ongeliefd waren – zeer makkelijk én nuttig voor zijn zaak zich de genegenheid van het volk te verwerven. Hij proclameerde een hervormingsprogramma, dat hem weinig, maar Lodewijk met zijn verspilling van staatsgelden veel zou kosten. Zijn demagogie leverde hem de steun van de universiteit en het Parlement van Parijs op, die reeds hervormingsvoorstellen ter bijlegging van het Westers Schisma hadden uitgewerkt en gelijkenissen tussen de kerkelijke en politieke problemen zagen.
Daarenboven leek Lodewijk van Orléans de Frans-Engelse wapenstilstand te hebben willen breken, door Hendrik IV van Lancaster tot een duel te provoceren omwille van diens behandeling van Isabella van Valois (weduwe van Richard II van Engeland), hetgeen Jan zonder Vrees als graaf van Vlaanderen niet kon toestaan, want de Vlaamse lakenindustrie was volledig afhankelijk van de Engelse wolimport en zou geruïneerd worden door een embargo.

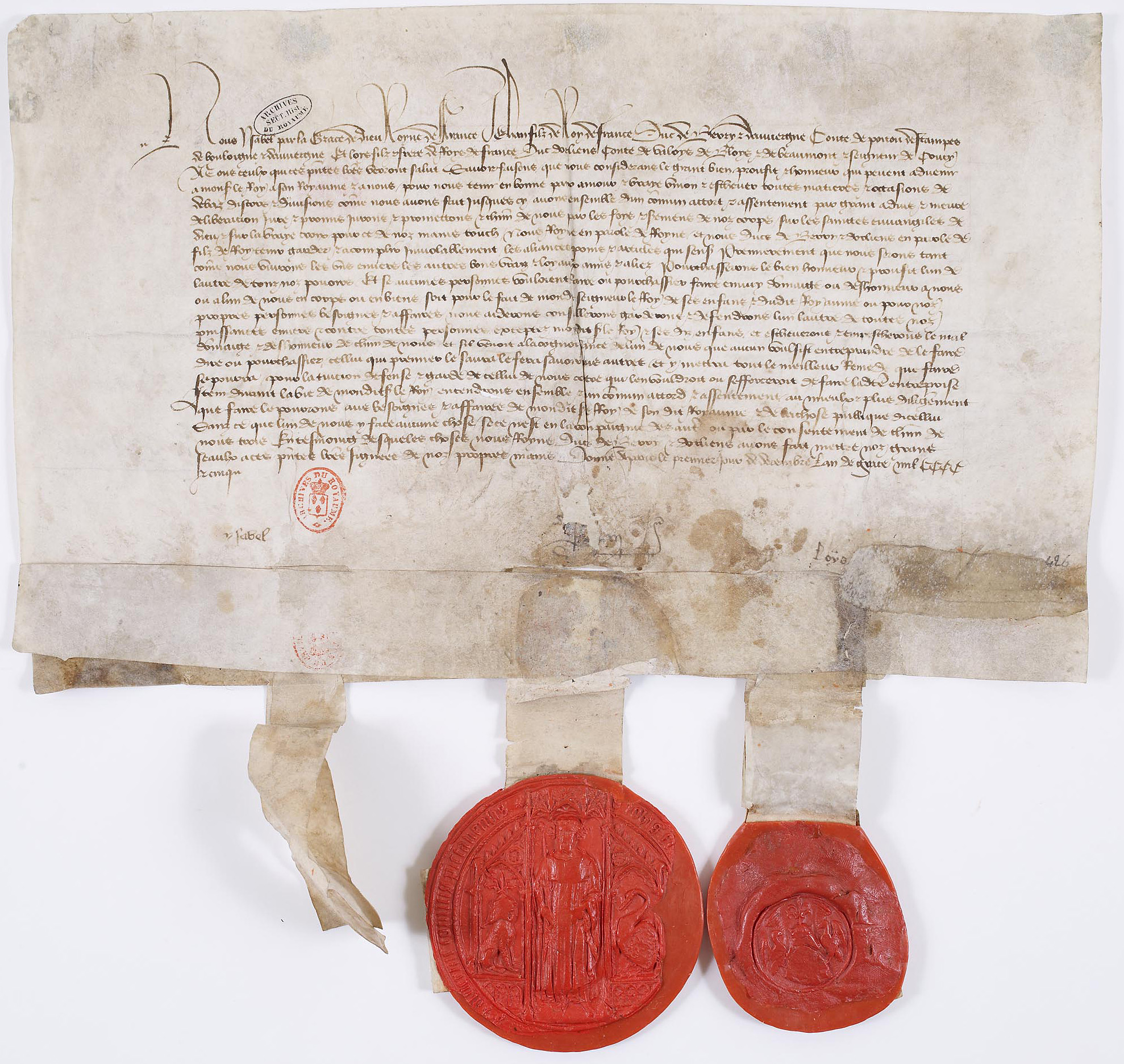
Alliantieverdrag tussen koningin Isabella van Beieren, hertog Jan van Berry en hertog Lodewijk I van Orléans, gedateerd te Parijs op 1 december 1405 (Archives nationales AE/II/426).

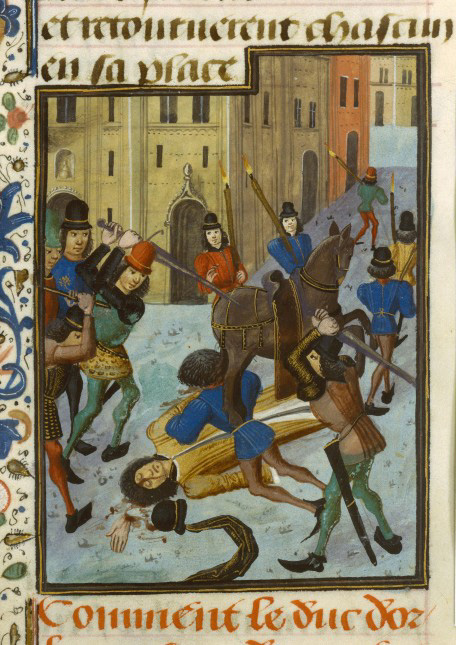
De moord op Lodewijk van Orléans (miniatuur van de meester van de Kroniek van Engeland, ca. 1470 -1480, Parijs, BnF).

In 1405 zou het conflict echt losbreken. Een Bourgondisch leger kwam zo dicht in de buurt van Parijs dat Isabella van Beieren en Lodewijk van Orléans besloten de stad te verlaten en hierbij trachten ook de dauphin Lodewijk van Guyenne - die op dat moment ziek was en sinds 1404 de schoonzoon was van de hertog van Bourgondië - met zich mee te nemen. Jan zonder Vrees wist echter de dauphin onderweg te onderscheppen, nam hem met zich mee naar Parijs en maakte zich vervolgens meester van de hoofdstad. Op 10 oktober 1405 leek een schijnbare verzoening een burgeroorlog nipt te kunnen afwenden, maar Jan zonder Vrees moest vaststellen dat de inkomsten uit zijn bezittingen alleen niet volstonden om zijn politiek te financieren.
De oude hertog Jan van Berry, een oom van koning Karel VI, maar ook van de hertogen Lodewijk van Orléans en Jan van Bourgondië, die zich tot dat moment ertoe had beperkt zijn vermogen te vermeerderen en als bemiddelaar tussen beide partijen was actief geweest, sloot zich nu bij de partij van de hertog van Orléans aan.
De macht van de hertog van Bourgondië nam nu steeds meer af: Lodewijk van Orléans slaagde erin zijn positie en die van zijn partizanen in het hart van de raad van de koning (1406-1407) te versterken, waarbij hij, met de steun van de koningin en Jan van Berry, de aanhangers van de hertog van Bourgondië wist buiten te werken. Op 23 november 1407 liet de hertog van Bourgondië daarom de 35-jarige Lodewijk van Orléans door een groep van een vijftien man vermoorden, toen deze na een bezoek aan de koningin de Hôtel Barbette in de Rue Vieille du Temple verliet. Het conflict tussen beide partijen zou nu tot een openlijke oorlog escaleren.

## De Burgeroorlog

### Het moordproces
Het na de moord op de hertog van Orléans aan Guillaume de Tignonville, voogd van Parijs, toevertrouwde onderzoek bracht al snel aan het licht dat Jan zonder Vrees achter deze misdaad zat, wat deze ook bekende. Jan verliet daarop Parijs en verzamelde advocaten rondom zich om het te rechtvaardigen: op 8 maart 1408 verdedigde de theoloog Jean Petit de moord voor het bijeengeroepen gerechtshof als een daad van verzet en een tirannenmoord. Op 9 maart 1409 kwam het met het verdrag van Chartres tot een vredesluiting, waarbij de koning de hertog van Bourgondië gratie verleende en waarmee de vijandelijkheden leken te zijn beëindigd.

### De Armagnacs
Het volgende jaar werd op 15 april 1410 in Gien het huwelijk van Karel van Orléans, Lodewijks zoon en opvolger, met Bonne van Armagnac, de dochter van graaf Bernard VII van Armagnac en kleindochter van Jan van Berry, gevierd. Tijdens het trouwfeest werd er een bondgenootschap tegen de hertog van Bourgondië opgericht. Hier traden buiten Karel van Orléans en Bernard VII van Armagnac, ook de hertog Jan van Berry, Karels oom en Bernards schoonvader en Jan I van Bourbon, de zoon van de oude hertog Lodewijk II van Bourbon die zelf aanvankelijk weigerde partij te kiezen, tot toe. Andere leden van dit bondgenootschap waren de schoonzoon van de koning, hertog Jan V van Bretagne, graaf Jan I van Alençon, alsook de theoloog Jean de Gerson, die zich minder aan de moord op Lodewijk an sich stoorde, maar meer aan de rechtvaardiging ervan door Jean Petit.
Bernard VII nam al snel de leiding over de bondgenoten op zich, die sindsdien de Armagnacs werden genoemd, en rekruteerde soldaten in Zuid-Frankrijk. Deze toonden in de oorlog een tot dan toe ongekende brutaliteit. Op haar hoogtepunt verwoestte dit leger de omgeving van Parijs en drong daarbij door tot aan de Faubourg Saint-Marcel in het zuidoosten van de stad. Het verdrag van Bicêtre van 2 november 1410, dat de conflicten officieel moest beëindigen, betekende slechts een adempauze tot aan het volgende voorjaar. Want in het voorjaar van 1411 begonnen de Armagnacs in Beauvaisis en Picardië met plunderen.

### De heerschappij van de Bourguignons in Parijs
Op 23 oktober 1411 drong de hertog van Bourgondië met een 60.000 man sterk leger door tot in Parijs en viel de met de Armagnacs verbonden Bretoenen aan, die zich naar La Chapelle terugtrokken. In de nacht van 8 op 9 november verliet Jan zonder Vrees met zijn soldaten de stad door de Porte Saint-Jacques en marcheerde op naar Saint-Cloud. Daar slaagde hij erin de troepen van de Armagnacs tot staan te brengen en volledig te verslaan. Aansluitend achtervolgde hij de hertog van Orléans en zijn bondgenoten en belegerde hen in Bourges, tot een koninklijk leger op 11 juni 1412 naar de stad optrok. De Armagnacs hadden in de tussentijd (8 mei 1412) het verdrag van Bourges met de Engelsen afgesloten. De Bourguignons hadden hun soortgelijke onderhandelingen met de Engelsen niet succesvol kunnen afsluiten. Dit verdrag werd door de verdrag van Auxerre van 22 augustus weer opgeheven. In het verdrag van Auxerre verplichten de Armagnacs en Bourguignons zich ertoe niet langer met buitenlandse machten samen te spannen. Toen de Engelsen in september toch in Cotentin landden, moest hun aftocht door het verdrag van Buzançais worden afgekocht.
In Parijs kon de hertog van Bourgondië zijn positie tegelijkertijd versterken, doordat hij in januari 1413, na de opstand van de Cabochiens, de in 1382 afgeschafte prévôt des marchands de Paris inclusief hun oude privileges herstelde en zich door geld en wijn de steun van de goed georganiseerde slagers en kleine ambachtslieden verwierf. Het ontwikkelde zich tot een hervormingsbeweging, die de Staten-Generaal ertoe bracht op 26 mei 1413 een besluit goed te keuren dat de koninklijke macht inperkte (teruggrijpend naar de Grande ordonnance van 1357 van Étienne Marcel), hetgeen samen met ordonnance des cabochiens uitgroeide tot symbool van de Bourgondische triomf en uiteindelijk van het mislukken van de volksbeweging: de tegenopstand van de Parijse burgers (van 2 tot 4 augustus) onder Jean Jouvenel des Ursins zorgde ervoor dat Jan uit de stad wegvluchtte (zie ook: verdrag van Pontoise (1413))

### De dictatuur van de Armagnacs en de slag bij Azincourt

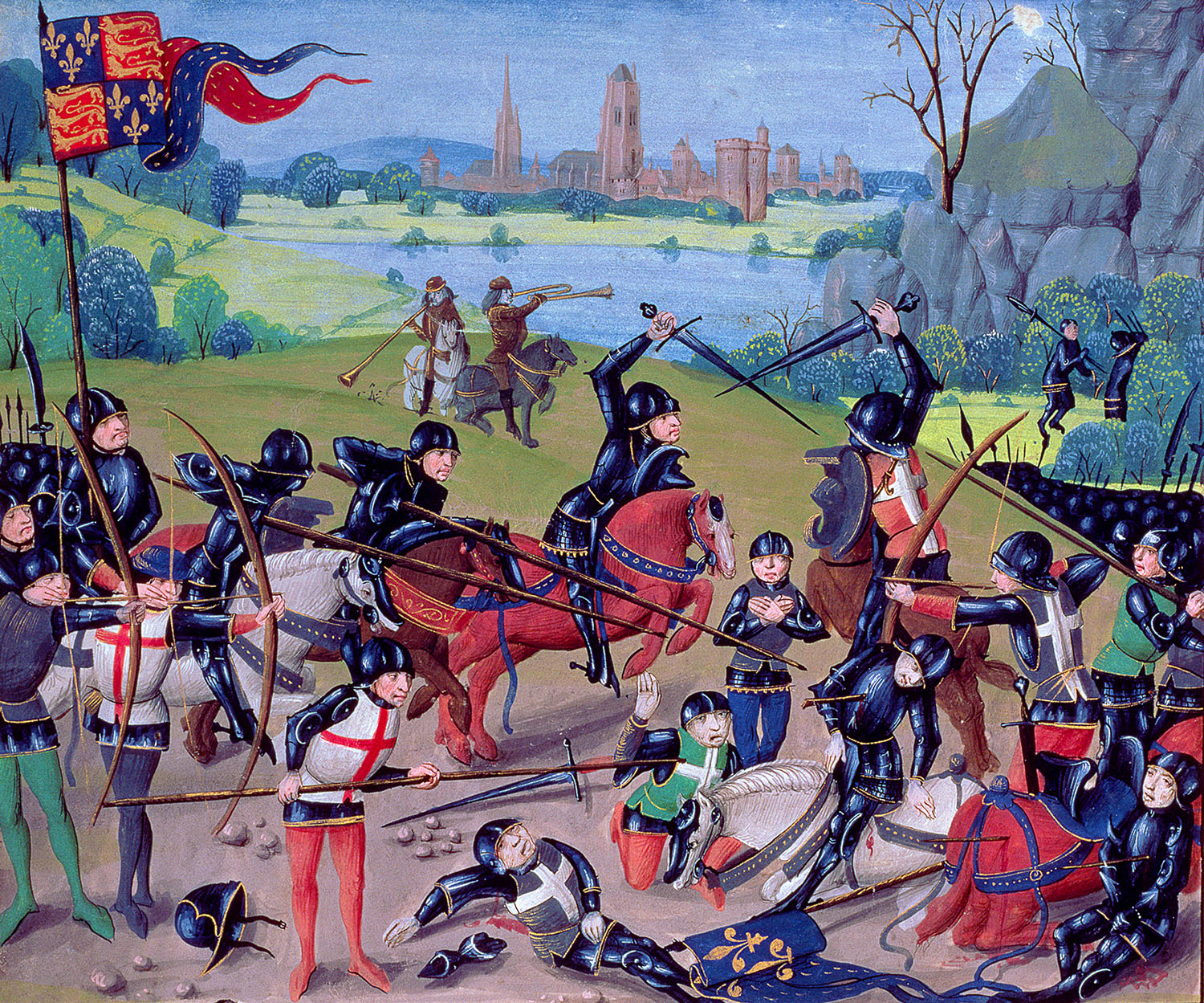
De slag bij Azincourt.

Nadat de Parijse burgers de Cabochiens en Bourguignons hadden verdreven, nam Bernard van Armagnac de heerschappij in de stad over en stelde een dictatuur in (1414).
Wanneer kort daarop (1415) de Engelsen de vijandigheden weer opnamen, bleven de Bourguignons neutraal, temeer daar Bernard van Armagnac hun aanwezigheid in het Franse leger niet wenste. Op 25 oktober 1415 werden de Fransen in de slag bij Azincourt door Hendrik V van Engeland vernietigend verslagen, waarbij een groot deel van de Franse leidende klasse werd gedood.

### De verdrijving van de Armagnacs
Pas tweeënhalf jaar later werd de heerschappij van de Armagnacs in Parijs beëindigd. Reeds in februari liep koningin Isabella naar de Bourguignons over en richtte met de hulp van Bourgondische deskundigen een tegenregering in Troyes op. In de nacht van 28 op 29 mei 1418 werd ten slotte Parijs met de steun van de ambachtslieden en de universiteit door Perrinet Leclercs met het openen van de Porte de Saint-Germain-des-Prés voor de Bourgondische officier Jean de Villiers de L’Isle-Adam aan deze uitgeleverd. Er volgden drie dagen van moord en doodslag met rond de 1000 slachtoffers. De koninklijke voogd van de stad, Tanneguy du Chastel, een partijganger van de Armagnacs, slaagde er echter nog in de 15-jarige dauphin Karel, de toekomstige koning Karel VII, in een doek gewikkeld uit de stad te ontvoeren. Hij werd op 12 juni 1418 een van de eerste slachtoffers van de in de loop van enkele weken in de zomer aangerichte bloedbaden waarin meer dan 550 van zijn echte of vermeende volgelingen werden gedood.

### De overwinning van de Engelsen

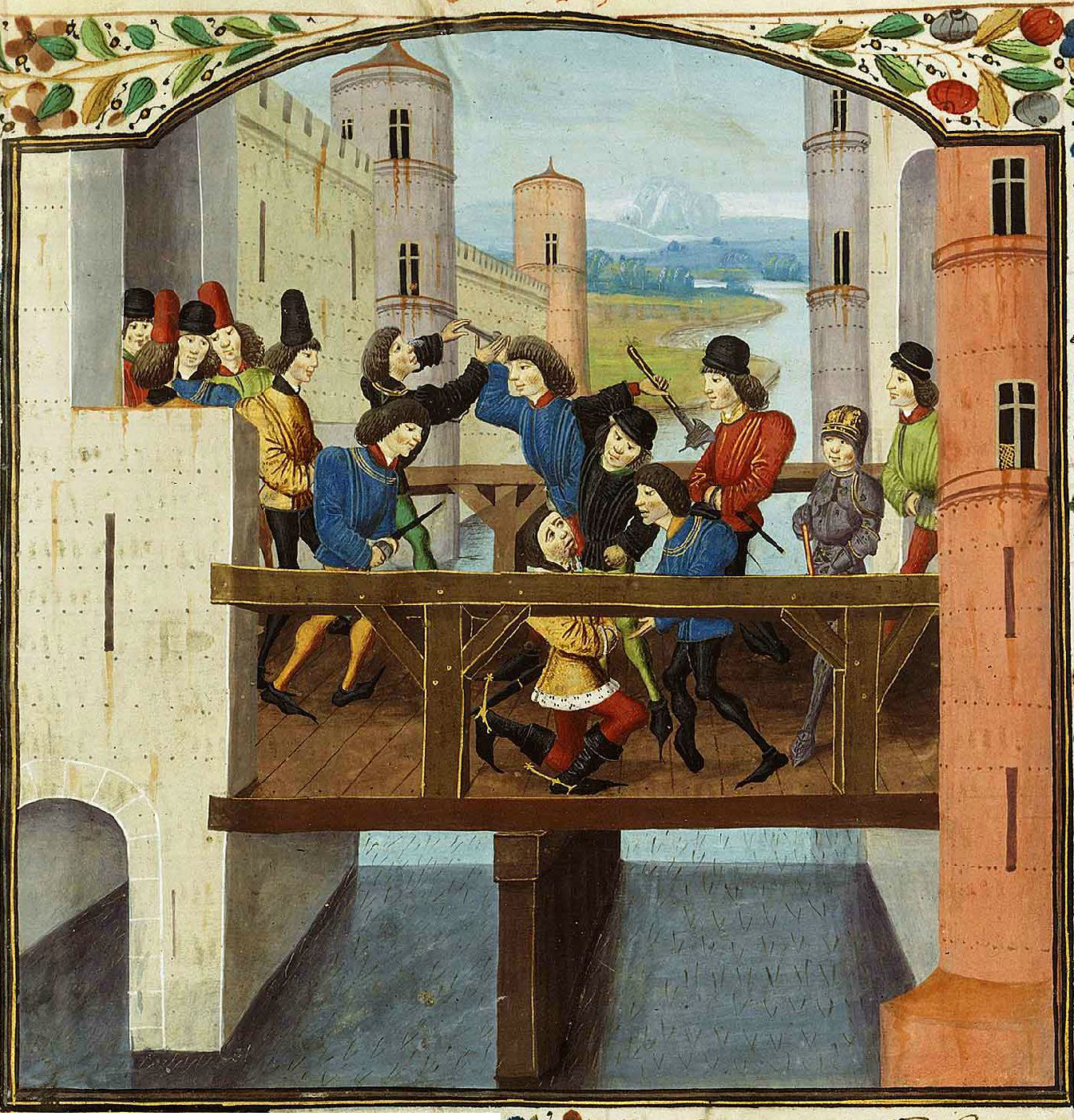
Meester van de Chronique d'Angleterre, Assassinat de Jean sans Peur au pont de Montereau. Enguerrand de Monstrelet, Chroniques (verkorte versie), ca. 1470-1480, Mss, fr. 2680, folio 288, Parijs, Bibliothèque nationale de France.

Beide partijen begonnen vervolgens met onderhandelingen met Engeland. Jan zonder Vrees bood daarbij de Engelse koning de Franse kroon aan. De dauphin Karel zag zich nu gedwongen toenadering te zoeken tot de Bourguignons teneinde hun bondgenootschap met de Engelsen te verhinderen. Jan zonder Vrees, die - hoewel hij een groot deel van het koninkrijk in handen had - weer in financiële nood zat, stemde na een voor hem gunstige vredessluiting in met een ontmoeting met de dauphin om de verdere vredesvoorwaarden te bespreken. Op 10 september 1419 werd Jan zonder Vrees bij de ontmoeting op de brug van Montereau-Fault-Yonne door Tanneguy du Chastel en Jean Louvet, beiden Armagnacs die de toenadering tussen beiden partijen afwezen, vermoord. Deze moord maakte direct een einde aan de vredesgesprekken.
Filips de Goede, de nieuwe hertog van Bourgondië, sloot uiteindelijk een formeel verbond met de Engelse regent Jan van Bedford van Hendrik VI van Engeland en Arthur III van Bretagne (Verdrag van Amiens (1423)), dat zijn vader tot dan toe had vermeden. Karel VI en Isabella van Beieren zouden zich in de nieuwe situatie schikken. In het verdrag van Troyes van 21 mei 1420 verklaarde Isabella – ook in naam van haar niet meer handelingsbekwame echtgenoot – dat haar zoon, de dauphin Karel VII een buitenechtelijk kind was en huwde haar dochter Catharina uit aan Hendrik V. Deze werd tezelfdertijd door Karel VI geadopteerd en hertogdom Normandië en Guyenne (zonder een toekomstige leenplicht) toegekend en in zijn nieuwe functie als toekomstige erfgenaam en adoptiefzoon als regent van Frankrijk aangesteld. Hendrik V werd hierdoor de facto heerser van Frankrijk: Engeland en Frankrijk werden in een personele unie verenigd. Karel VII werd voor de moord op Jan zonder Vrees aangeklaagd en verbannen.
Hendrik V overleed echter reeds twee jaar later (31 augustus 1422), zodat zijn enkele maanden voordien geboren zoon Hendrik VI (6 december 1421) in dat jaar koning van Engeland en Frankrijk werd. Het verdrag van Troyes werd door Karel VII en de Armagnacs verworpen, terwijl de Engelse regent, de hertog van Bedford, het namens Hendrik VI zocht door te drukken; het conflict culmineerde in 1428 in het beleg van Orléans, waarbij het ingrijpen van Jeanne d'Arc voor het keerpunt in de Honderdjarige Oorlog zorgde.

## Het einde van het conflict
Terwijl de Bourgondiërs tot in de jaren dertig de Armagnacs vervolgden, probeerde Karel VII de Engelsen en de Bourgondiërs uit elkaar te drijven. Filips de Goede merkte al snel dat hij in het hele geschil niets had gewonnen (onder andere in zijn oorlog met Jacoba van Beieren die steun kreeg uit Engeland door een huwelijk in 1422 met Humphrey van Gloucester, regent van de jonge Hendrik VI samen met zijn broer Jan van Bedford), maar dat de Engelsen alles toeviel. Deze laatsten merkten op hun beurt, niet in het minste de hertog van Bedford, die in 1423 met een zus van Filips de Goede was getrouwd, dat de Fransen nauwer banden met de Bourguignons hadden dan de Engelsen. Al in 1423 kwamen de Bretoenen en de Bourgondiërs overeen vriendschappelijke relaties te onderhouden zelfs als een van de hertogen het kamp van de dauphin zou kiezen. Al in 1424 koos Arthur al de zijde van Karel VII.
Pas op 21 september 1435 – toevallig een week na de dood van de hertog van Bedford – sloten Karel VII, intussen tot koning van Frankrijk gekroond, en Filips de Goede de vrede van Atrecht, waarmee de burgeroorlog officieel tot een einde kwam. Karel erkende in dit verdrag de onafhankelijkheid van het hertogdom Bourgondië en had nu de handen vrij om de Engelse koningen beetje bij beetje hun continentale bezittingen af te nemen, tot ze in 1453 enkel nog Calais beheersten.